# John Higgins (fumettista)
John Higgins (Walton, ...) è un disegnatore e fumettista britannico.
Molti dei suoi lavori sono stati realizzati per 2000 AD ed ha lavorato frequentemente con lo scrittore Alan Moore, anche in Watchmen come colorista.

## Biografia
John Higgins è nato a Walton, un distretto di Liverpool. Dopo aver lasciato la scuola quando aveva solo 15 anni, si arruolò nell'esercito e, andandosene, passò del tempo in una comune a Wiltshire. Ritornò a Liverpool e, nel 1971, riprese gli studi al Wallasey College of Art dove, nel 1974, si diplomò in illustrazione tecnica, cosa che gli permise di avere un lavoro come illustratore medico all'Ospedale Royal Marsden.
Egli disegnò la copertina di 2000 AD n.43  e decise di diventare freelance nel 1978, con la speranza di diventare un disegnatore di fumetti. Nel 1981 cominciò ad avere lavori regolari a 2000 AD (uno dei suoi primi progetti furono i disegni per Tharg's Future Shocks di Alan Moore) così come a realizzare copertine per la Marvel UK. Dopo ciò lavorò fermamente per 2000 AD e si unì alla cosiddetta "British Invasion" nella metà degli anni ottanta, soprattutto facendo il colorista in Watchmen di Moore e in Batman: The Killing Joke. Queste opere gli portarono ad avere ancora più lavoro sul mercato statunitense, nonostante sia rimasto all'opera anche su titoli britannici (specialmente con Giudice Dredd oltre 20 anni). Più recentemente ha realizzato i disegni per Greysuit con Pat Mills.
Higgins ha lavorato in diverse aree realizzando illustrazioni per l'animazione, film e copertine di libri come ad esempio The Cabinet of Light e The Morgaine Stories,
È sposato con Mindy Newell con la quale ha realizzato Faces.

## Opere
- Tharg's Future Shocks:
  - "Together" (sceneggiatura e disegni, in 2000 AD n.108, 1979)
  - "The Last Rumble of the Platinum Horde" (con Alan Moore, in 2000 AD n.217, 1981)
  - "Salad Days" (con Alan Moore, in 2000 AD n.247, 1982)
  - "Horn of Plenty!" (con Kelvin Gosnell, in 2000 AD n.248, 1982)
  - "The Bounty Hunters" (con Alan Moore, in 2000 AD n.253, 1982)
  - "No Picnic" (con Alan Moore, in 2000 AD n.272, 1982)
- One-Off:
  - "Last Thought" (con Steve MacManus, in 2000 AD n.202, 1981)
  - "Hot Item" (con Alan Moore, in 2000 AD n.278, 1982)
  - "Meet Darren Dead" (con Rob Williams, Judge Dredd Megazine n.240, 2006)
- Joe Black (con Kelvin Gosnell): 
  - "Joe Black's Tall Tale!" (in 2000 AD n.241, 1981)
  - "The Hume Factor" (in 2000 AD n.252, 1982)
  - "Joe Black's Big Bunco" (in 2000 AD n.56, 1982)
- Time Twisters (con Alan Moore):
  - "Einstein" (in 2000 AD n.309, 1983)
  - "The Startling Success of Sideways Scuttleton" (in 2000 AD n.327, 1983)
- Giudice Dredd:
  - "Crime Call"  (con John Wagner/Alan Grant, in Judge Dredd Annual 1986, 1985)
  - "Beggars' Banquet"  (con John Wagner/Alan Grant, in 2000 AD n.456, 1986)
  - "Letter From a Democrat" (con John Wagner/Alan Grant, in 2000 AD n.460, 1986)
  - "The Exploding Man"  (con John Wagner/Alan Grant, in 2000 AD n.471, 1986)
  - "Russell's Inflatable Muscles"  (con John Wagner/Alan Grant, in 2000 AD n.480, 1986)
  - "Phantom of the Shoppera"  (con John Wagner/Alan Grant, in 2000 AD n.494-495, 1986)
  - "On the Superslab"  (con John Wagner/Alan Grant, in 2000 AD n.504, 1986)
  - "Revolution"  (con John Wagner/Alan Grant, in 2000 AD n.531-533, 1986)
  - "Oz" (con John Wagner/Alan Grant, in 2000 AD n.564-565, 1987)
  - "Last of the Bad Guys" (con John Wagner, in Judge Dredd Annual 1988, 1987)
  - "The Blob" (con Alan Grant, in Judge Dredd Mega Special 1988)
  - "Joe Dredd's Blues" (con John Wagner/Alan Grant, in 2000 AD Annual 1989, 1988)
  - "Breakdown on 9th Street" (con John Wagner, in 2000 AD n.620-621, 1989)
  - "The Shooting Match" (con John Wagner, in 2000 AD n.650, 1989)
  - "Ex-Men" (con Garth Ennis, in 2000 AD n.818, 1993)
  - "Scales of Justice" (sceneggiatura e disegni, in 2000 AD n.884-885, 1994)
  - "Casualties Of War" (con John Wagner, in 2000 AD n.900, 1994)
  - "Caught Short " (con John Wagner, in 2000 AD n.953, 1995)
  - "My Son the Hero" (con John Wagner, in 2000 AD n.955, 1995)
  - "Generation Killer" (con John Wagner, in 2000 AD n.1212, 2000)
  - "Citizen Sump" (con John Wagner, in Judge Dredd Megazine n.4.12-4.12, 2002)
  - "Monkey on My Back" (con Garth Ennis, in Judge Dredd Megazine n.204-206, 2003)
  - "Fat Christmas" (con John Wagner, in Judge Dredd Megazine n.227, 2005)
- Watchmen (colori, con Alan Moore e illustrazioni di Dave Gibbons, DC Comics, 1986)
- Freaks:
  - "Freaks" (con Peter Milligan, in 2000 AD n.542-547, 1987)
  - "Faces" (diesgni e co-sceneggiatura con Mindy Newell, in 2000 AD n.1412-1419, 1987)
- Batman: The Killing Joke (colori, con Alan Moore e illustrazioni di Brian Bolland, DC Comics, 1988)
- World Without End (con Jamie Delano, miniserie di 6 numeri, DC Comics, 1990)
- Mutatis (con Dan Abnett/Andy Lanning, miniserie di 3 numeri, Epic, 1992)
- Scarlet Witch (con Dan Abnett/Andy Lanning, miniserie di 4 numeri, Marvel Comics, 1994)
- Chopper: "Supersurf 13" (con Alan McKenzie, 2000 AD n.964-971, 1995)
- Vector 13: "Case Two: Trinity" (con Simon Furman, in 2000 AD n.989, 1996)
- Hellblazer n.129-139:
  - Son of Man (con Garth Ennis, Vertigo, 1998-1999, tpb raccoglie n.129-133, 2004, Titan Books, ISBN 1-84023-830-5, DC Comics,  ISBN 1-4012-0202-0) [2]
  - Haunted (con Warren Ellis, Vertigo, 1999, tpb raccoglie n.134-139, Titan Books, ISBN 1-84023-362-1, DC Comics, ISBN 1-56389-813-6) [3]
- Razorjack (sceneggiatura e disegni, 2 numeri, ComX, 2001)
- Pride & Joy (con Garth Ennis, miniserie di 4 numeri, Vertigo, tpb, 2003 ISBN 1-4012-0190-3) [4]
- War Stories: Volume 1 (con Garth Ennis, Vertigo, 2004, ISBN 1-84023-912-3) [5]
- Identity Disc (matite, con Robert Rodi ed inchiostratura di Sandu Florea, miniserie di 5 minuti, Marvel Comics, 2004, tpb, ISBN 0-7851-1567-6)
- Thunderbolt Jaxon (con Dave Gibbons, miniserie di 5 numeri, 2006, WildStorm, tpb, 2007, ISBN 1-4012-1257-3)
- The Hills Have Eyes: The Beginning (con gli scrittori Jimmy Palmiotti e Justin Gray, Fox Atomic Comics, 2007, ISBN 978-0-06-124354-7)
- Greysuit: Project Monarch (con Pat Mills, in 2000 AD n.1540-1549, 2007)